# Ptesimogaster parkeri
Ptesimogaster parkeri är en stekelart som beskrevs av Marsh 1965. Ptesimogaster parkeri ingår i släktet Ptesimogaster och familjen bracksteklar. Inga underarter finns listade i Catalogue of Life.